# Saint-Lambert-des-Levées
Pour les articles homonymes, voir Saint-Lambert.
Saint-Lambert-des-Levées est une ancienne commune française située dans le département de Maine-et-Loire et la région Pays de la Loire. Elle est rattachée à la ville de Saumur depuis 1973.

## Géographie
Traversé par les routes D347 et D947, le village est situé au bord de la Loire. Il est relié à Saumur par le Pont des Cadets passant par l'Île d'Offard.

## Toponymie et héraldique

### Héraldique et décorations
| Blason | Blasonnement : D'azur à l'ancre d'argent surmontée d'un poisson rayé de sable et d'or. |

Par décret du 11 novembre 1948, la commune est décorée de la croix de guerre 1939-1945.

## Histoire
Le 1er février 1973, la commune de Saint-Lambert-des-Levées est rattachée à celle de Saumur sous le régime de la fusion-association ; le 1er avril 2014, Saint-Lambert-des-Levées passe du statut de commune associée à celui de commune déléguée.

## Politique et administration

### Administration actuelle
La commune est rattachée à Saumur en 1973. À partir de 2014, Saint-Lambert-des-Levées dispose d'une mairie déléguée et d'un maire délégué.
| Période                                  | Période      | Identité         | Étiquette | Qualité                      |
| ---------------------------------------- | ------------ | ---------------- | --------- | ---------------------------- |
| 2008                                     | juillet 2020 | Jack Loyeau      |           | Chef d'exploitation retraité |
| juillet 2020                             | en cours     | Béatrice Guillon |           |                              |
| Les données manquantes sont à compléter. |              |                  |           |                              |

### Administration ancienne
La commune est créée à la Révolution. Elle dispose d'un maire et d'un conseil municipal.
| Période                                  | Période | Identité | Étiquette | Qualité |
| ---------------------------------------- | ------- | -------- | --------- | ------- |
| ...                                      |         |          |           |         |
| Les données manquantes sont à compléter. |         |          |           |         |

## Population et société
| 1793  | 1800  | 1806  | 1821  | 1831  | 1836  | 1841  | 1846  | 1851  |
| ----- | ----- | ----- | ----- | ----- | ----- | ----- | ----- | ----- |
| 1 389 | 1 540 | 1 530 | 1 571 | 1 726 | 1 704 | 1 707 | 1 808 | 1 870 |

| 1856  | 1861  | 1866  | 1872  | 1876  | 1881  | 1886  | 1891  | 1901  |
| ----- | ----- | ----- | ----- | ----- | ----- | ----- | ----- | ----- |
| 1 902 | 1 924 | 1 911 | 1 998 | 2 002 | 2 030 | 2 104 | 2 147 | 2 213 |

| 1911  | 1921  | 1926  | 1931  | 1936  | 1946  | 1954  | 1962  | 1968  |
| ----- | ----- | ----- | ----- | ----- | ----- | ----- | ----- | ----- |
| 2 202 | 2 234 | 2 219 | 2 393 | 2 376 | 2 505 | 2 917 | 3 228 | 3 235 |

## Culture locale et patrimoine

### Lieux et monuments
- Croix de chemin dite Croix Bourdon du XVe siècle, inscrite MH[6].
- Église Saint-Lambert du XIIe siècle.

### Personnalités liées à la commune
- Marguerite Bellanger (1838-1886), comédienne née à Saint-Lambert.